# SPFS
SPFS (Russisch: Система передачи финансовых сообщений (СПФС), geromaniseerd: Sistema peredachi finansovykh soobscheniy, lit. 'Systeem voor de overdracht van financiële berichten') is een Russisch equivalent van het SWIFT-systeem voor financiële transacties, ontwikkeld door de Centrale Bank van Rusland. Het systeem is in ontwikkeling sinds 2014, toen de Amerikaanse regering dreigde Rusland los te koppelen van het SWIFT-systeem na de annexatie van de Krim.
Transacties op het SPFS-netwerk gingen in december 2017 van start. Het systeem werkt echter alleen binnen Rusland, hoewel er plannen zijn om het netwerk te integreren met het in China gevestigde Cross-Border Inter-Bank Payments System (CIPS).